# Eleutherodactylus fetosus
The Rana Camuflada (Eleutherodactylus fetosus) là một loài ếch từ Leptodactylidae. Chúng là loài đặc hữu của Colombia.
Môi trường sống tự nhiên của nó là các khu rừng vùng núi ẩm nhiệt đới hoặc cận nhiệt đới và sông. Loài này đang bị đe dọa do mất môi trường sống.